# Mann Yadanarpon Airlines
Mann Yadanarpon Airlines ist eine myanmarische Fluggesellschaft mit Sitz in Rangun und Basis auf dem Flughafen Mandalay.

## Geschichte
Mann Yadanarpon Airlines wurde am 23. Juli 2013 gegründet und nahm den Flugbetrieb im Februar 2014 auf. Sie war die erste Fluggesellschaft, welche vom Flughafen Mandalay aus operierte.

## Flugziele
Die Gesellschaft fliegt nationale Ziele in Myanmar an. Weitere Ziele, auch Flüge nach Thailand, sind geplant.

## Flotte
Mit Stand Mai 2025 besteht die Flotte der Mann Yadanarpon Airlines aus drei Flugzeugen mit einem Durchschnittsalter von 11,7 Jahren:
| Flugzeugtyp | Luftfahrzeugkennzeichen | Anmerkungen |
| ----------- | ----------------------- | ----------- |
| ATR 72-600  | XY-AJE                  |             |
| ATR 72-600  | XY-AJO                  |             |
| ATR 72-600  | XY-AJP                  |             |